# Kinderdijk
Kinderdijk è una località olandese del comune di Molenwaard, a circa 15 km da Rotterdam, situato nel bassopiano Alblasserwaard alla confluenza dei fiumi Lek e Noord.
Per far defluire l'acqua del polder, fu costruito un complesso di 19 mulini a vento, che sono tuttora una delle mete turistiche più frequentate dei Paesi Bassi.
I mulini di Kinderdijk sono stati inseriti nella lista dei Patrimoni dell'umanità dall'UNESCO nel 1997.

## Origini del nome

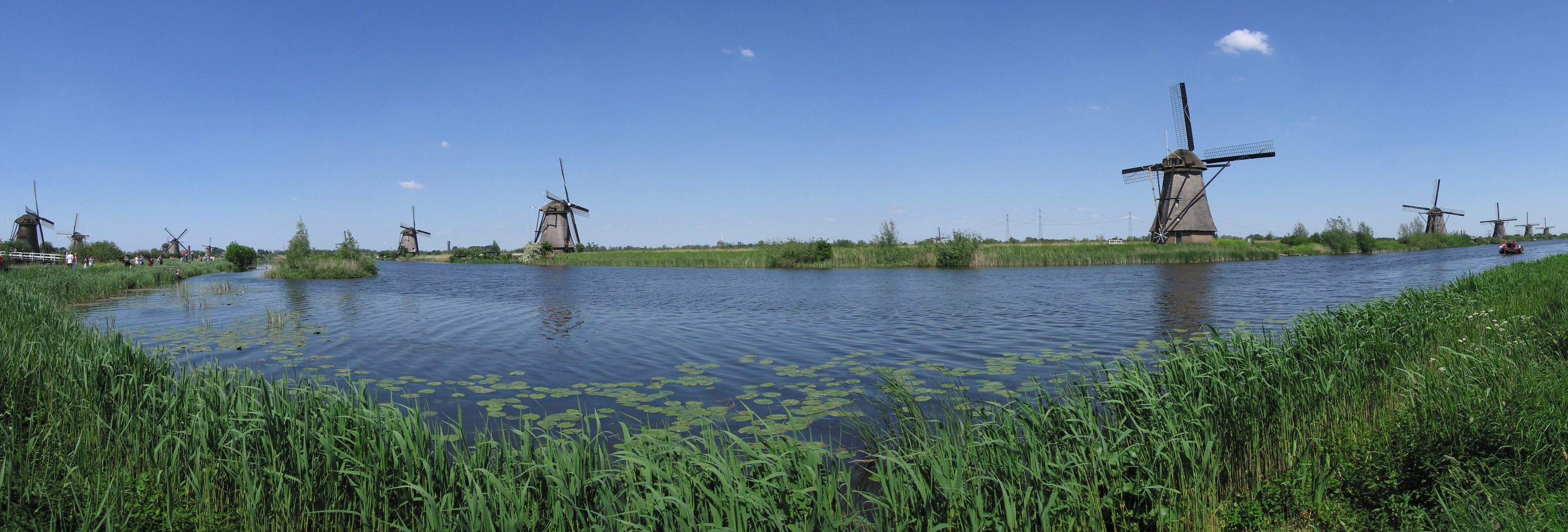
Vista panoramica di Kinderdijk.

Il nome Kinderdijk in olandese sta per "Diga dei bambini". La leggenda vuole che durante l'alluvione del 1420 (la più pesante mai avvenuta in Olanda) una culla con all'interno un bambino e un gatto, trasportata dalle acque, andò a depositarsi sulla diga, da cui il nome.

## I mulini
Nella zona dell'Alblasserwaard, in cui si trova Kinderdijk, vennero costruiti una serie di canali (chiamati "weteringen") per controllare il livello dell'acqua dei polder. Presto, però, il livello del terreno si abbassò nuovamente e si resero necessarie strutture più efficaci: i mulini. Questi sono 19 mulini a vento, 9 a base circolare e 10 a base ottagonale, e sono distribuiti su file opposte. Nei mesi di Luglio e Agosto, i mulini funzionano ogni sabato, offrendo una visuale unica; solo il mulino "Nederwaard Molen 2", il secondo a base circolare, è aperto al pubblico e permette di farsi un'idea di come vivevano e lavoravano i mugnai.